# Splachnum adolphi-friederici
Splachnum adolphi-friederici är en bladmossart som beskrevs av Brotherus in Mildbraed 1910. Splachnum adolphi-friederici ingår i släktet parasollmossor, och familjen Splachnaceae. Inga underarter finns listade i Catalogue of Life.